# فيكتور غيوفريون
فيكتور غيوفريون هو محامي وسياسي كندي، ولد في 23 أكتوبر 1851، وتوفي في 31 مايو 1923. نشط حزبياً في الحزب الليبرالي الكندي. وقد انتخب عضو مجلس العموم الكندي.